# Ramón Alberto Rolón Güepsa
Ramón Alberto Rolón Güepsa (Arboledas, 28 de febrer de 1959) és un bisbe, científic religiós, filòsof i teòleg colombià. És, des del 15 de desembre del 2012, bisbe de Monteria.

## Biografia
És fill de Rito Julio Rolón i María Inés Güepsa. Cursà els estudis de primària i secundària al seu poble natal i estudià filosofia i teologia al Seminari Major Sant Tomàs d'Aquino a Pamplona.
Assistí a la Universitat Sant Tomàs, on es llicencià en filosofia i ciències religioses i després es traslladà a Itàlia per realitzar-hi cursos d'especialització en la Pontifícia Universitat Gregoriana de Roma.
Quan tornà fou ordenat sacerdot al seu poble, l'1 de desembre del 1984, pel cardenal Mario Revollo Bravo. Després de la seva ordenació ha exercit el seu ministeri pastoral a les parròquies de Sant Joan Baptista de Chinácota i Sant Josep de Mutiscua, als seminaris major i menor de Pamplona. També ha estat membre del Col·legi de Consultors i dels Consells Presbiteral i d'Afers Econòmics de l'Arxidiòcesi de Nova Pamplona.
El 27 d'octubre del 2012 fou nomenat pel Papa Benet XVI nou bisbe de la diòcesi de Monteria, en substitució de Julio César Vidal Ortiz. Rebé la consagració episcopal a la Catedral de Santa Clara de Pamplona l'1 de desembre d'aquell any a mans de l'arquebisbe metropolità Luis Madrid Merlano.